# Binnenstad (Enschede)
De binnenstad, ook wel city genoemd, is een wijk in het stadsdeel Centrum in Enschede, in de Nederlandse provincie Overijssel. De wijk wordt omgrensd door de Centrumring.

## Beschrijving
In de binnenstad bevinden zich zowel het winkelhart als het uitgaansgebied van de stad. De meeste winkels zijn gevestigd in het gebied rond het Van Heekplein en de meeste horeca is te vinden op en rond de Oude Markt. In het noorden van de binnenstad zijn veel culturele instellingen te vinden, zoals het Nationaal Muziekkwartier en het Muziekcentrum Enschede. Met het Stadhuis en het Stadskantoor bevindt ook het bestuurlijke centrum van Enschede zich in de binnenstad.
Ook op het gebied van verkeer en vervoer ligt het zwaartepunt in de binnenstad van Enschede. Zo is er het Centraal Station gevestigd en het centrale busstation. Het merendeel van de bussen doet daarnaast ook nog de bushalte aan het Van Heekplein aan. Daarnaast zijn er twee gratis bewaakt fietsenstallingen, één bij het Van Heekplein en één onder het Werkplein Enschede bij kruispunt De Graaff. Ook zijn er meerdere parkeergarages in de binnenstad gelegen, waarvan de grootste (1650 plaatsen) onder het Van Heekplein ligt.

## Bezienswaardigheden
- Grote Kerk
- Jacobuskerk
- Stadhuis van Enschede
- Werkplein Enschede (voormalige V&D)
- Station Enschede
- Het ei van Ko
- 't Saethuys

## Afbeeldingen

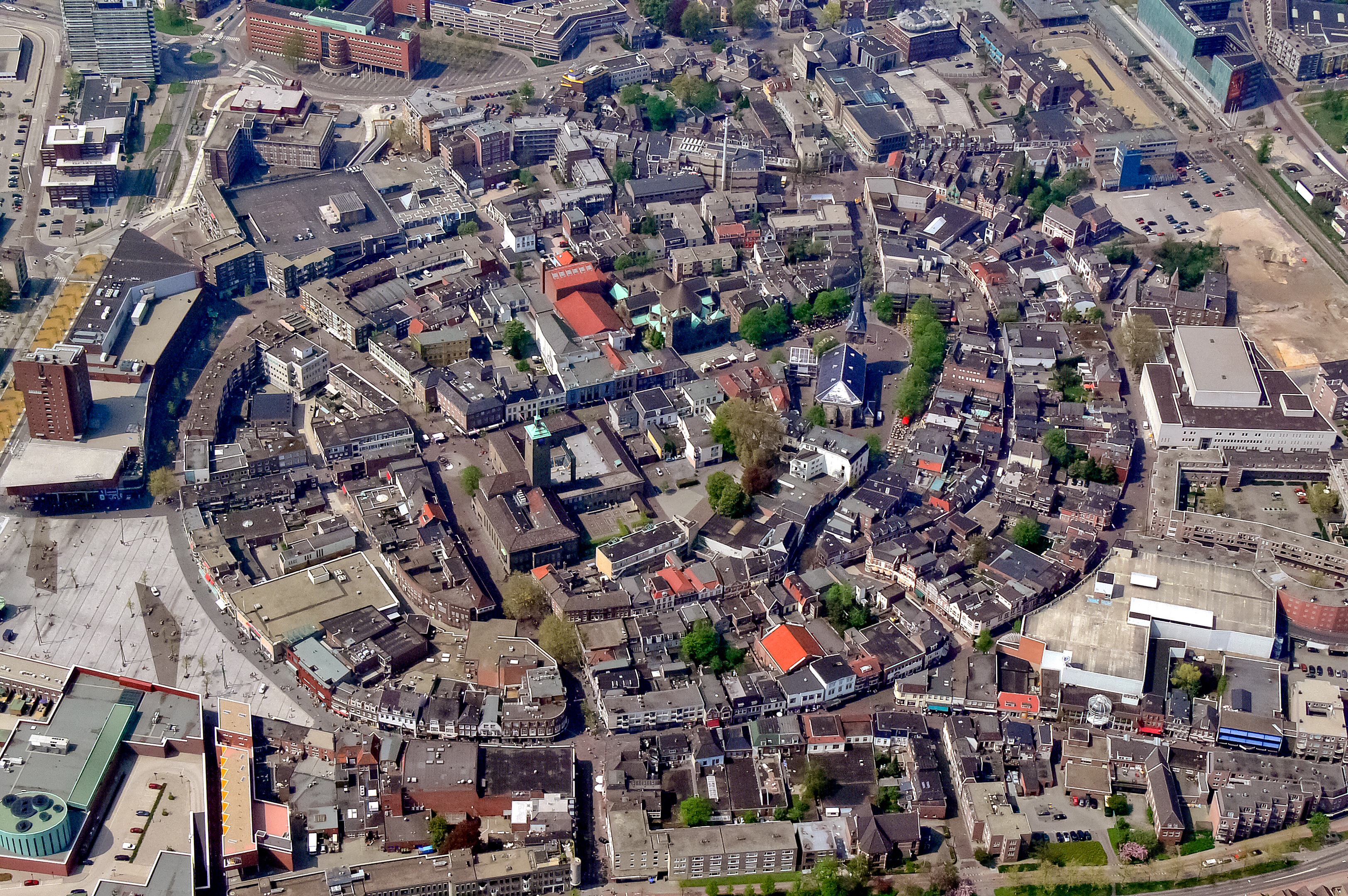
Luchtfoto van het historisch stadscentrum
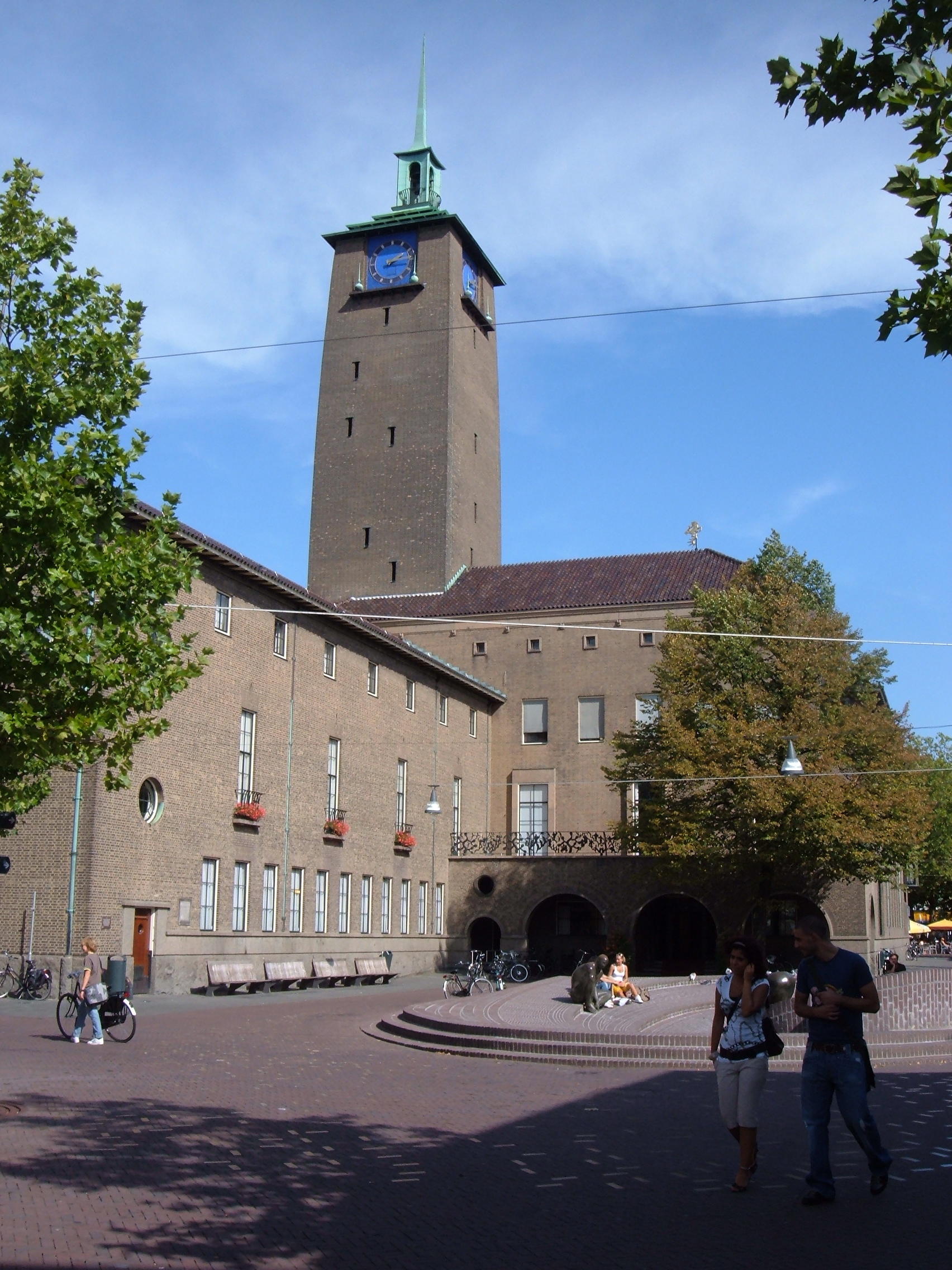
Het Stadhuis met daarvoor het Ei van Ko
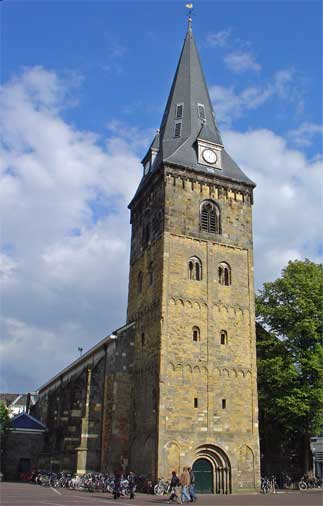
De Grote Kerk op de Oude Markt
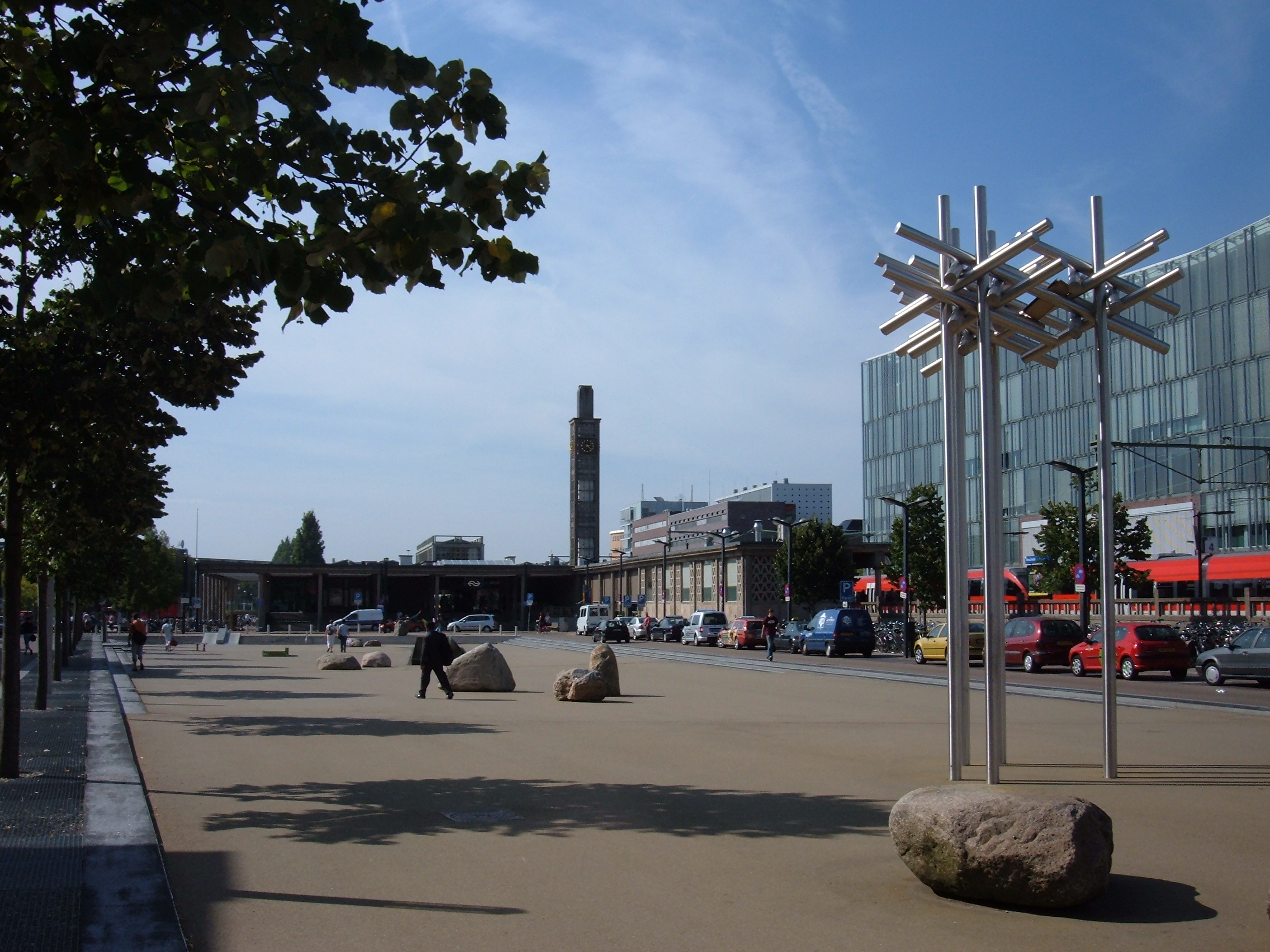
Station Enschede
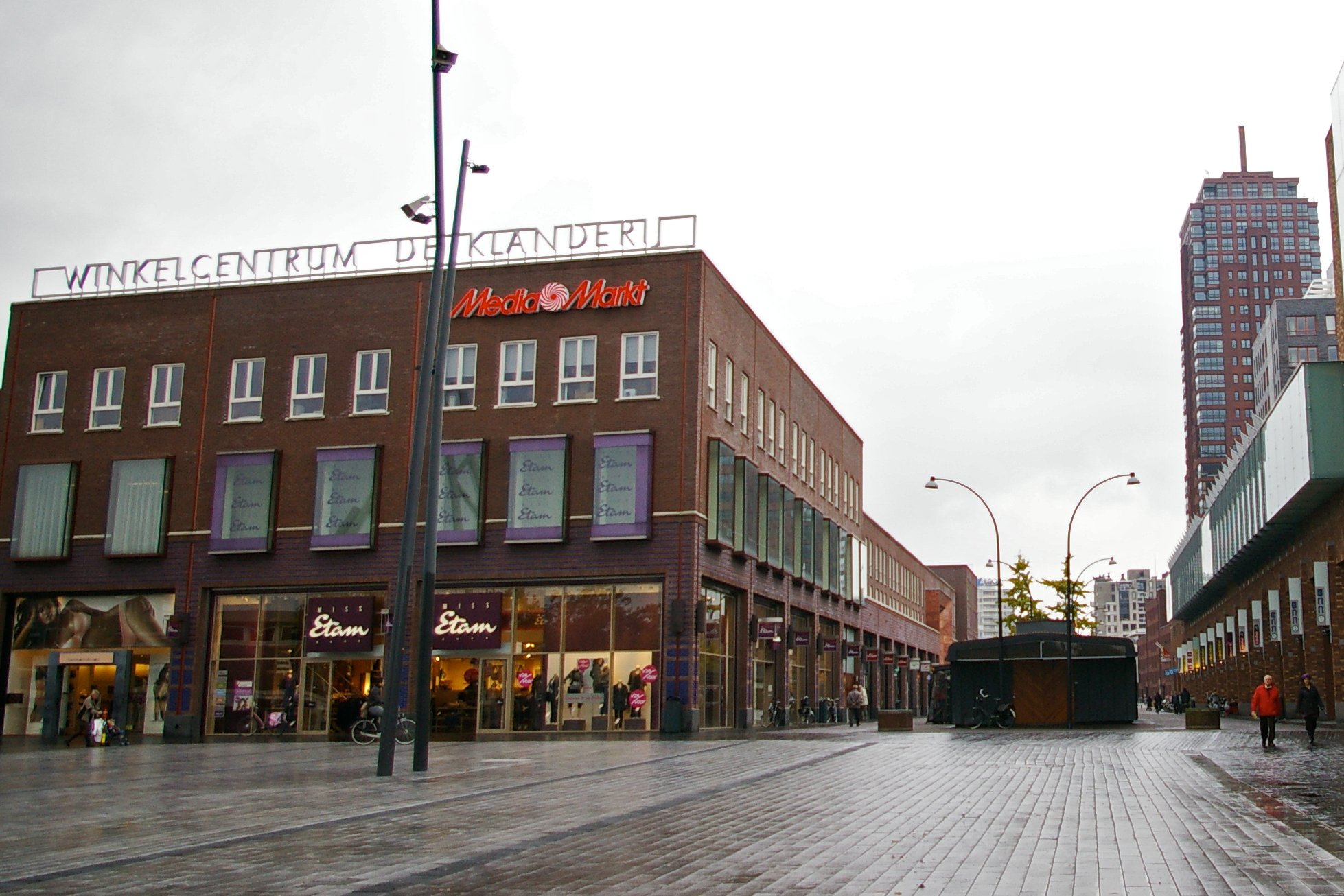
Winkelcentrum de Klanderij op het Van Heekplein
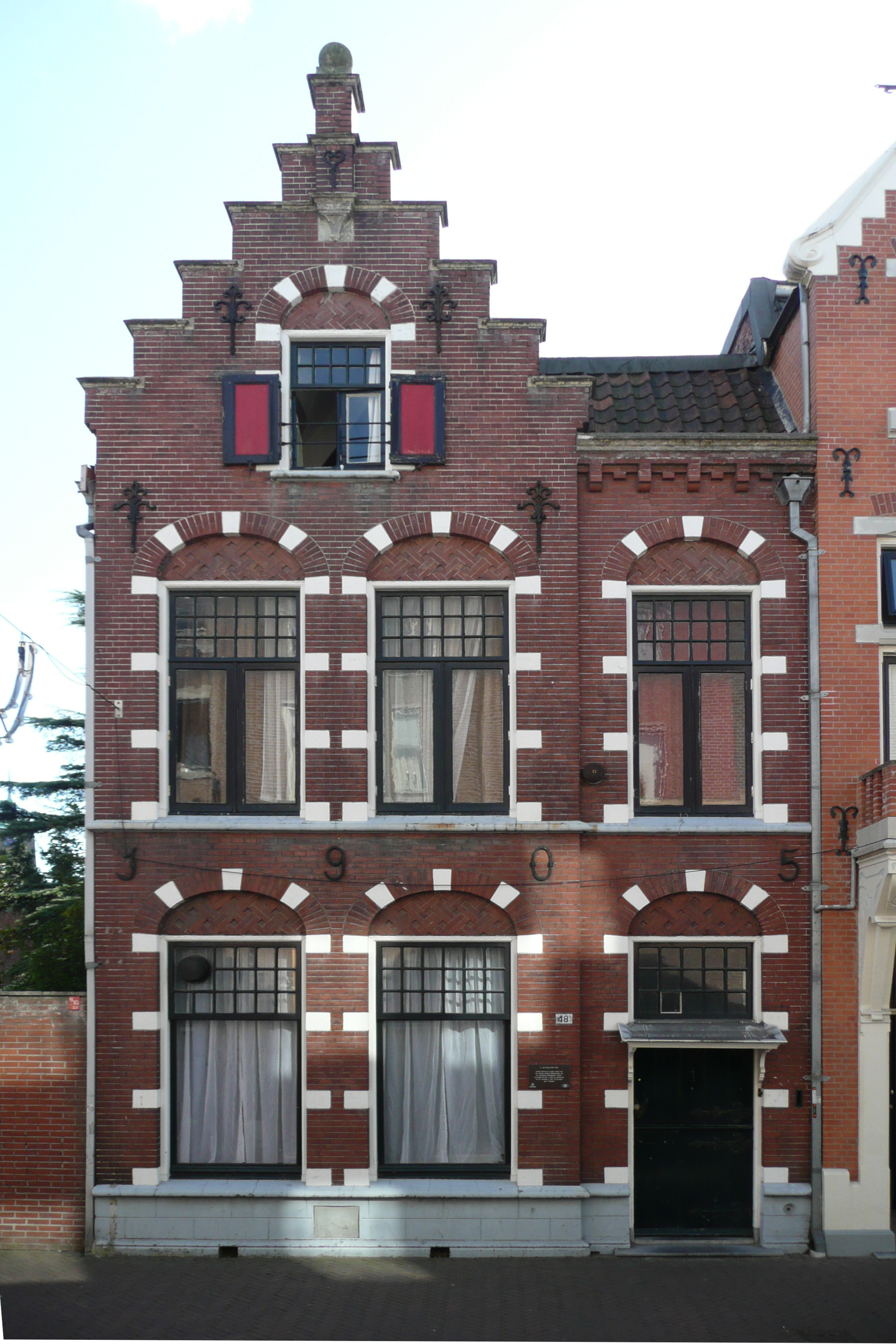
't Saethuys aan de Noorderhagen